# Partito Sardo d'Azione
Il Partidu Sardu - Partito Sardo d'Azione (PSd'Az) è un partito politico italiano, regionale sardo, fondato nel 1921 da Davide Cova, Camillo Bellieni, Emilio Lussu e altri ex-combattenti della prima guerra mondiale, provenienti principalmente dalla Brigata Sassari, su un programma autonomista.
Nel secondo dopoguerra ha stretto un patto federativo con il Partito d'Azione, sino alla confluenza di quest'ultimo nel Partito Socialista Italiano. Ha poi alternato la partecipazione a coalizioni regionali democristiane con la guida di una maggioranza con il PCI e il PSI (1984-1989), sino a giungere ufficialmente alla scelta indipendentista per la Sardegna nel 1981. Per tali frequenti mutamenti della sua linea politica ha subito numerose scissioni.
Dopo aver dato l'appoggio, a fine anni novanta, alle liste progressiste e dell'Ulivo, alle elezioni regionali sarde del 2009 ha siglato un'alleanza programmatica con il PdL, l'UdC e i Riformatori Sardi, coi quali ha governato la Sardegna fino al 2013. A livello europeo, è stato cofondatore e membro dell'Alleanza Libera Europea, dalla quale è stato sospeso nell'agosto 2018 e infine espulso nell'ottobre 2020, a causa della sua alleanza con la Lega.

## Storia

### Le origini: dal movimento "rinascimento sardo" alla fondazione del Partito Sardo

Camillo Bellieni

La Sardegna, che aveva partecipato in prima linea alla prima guerra mondiale con due reggimenti composti per la quasi totalità da sardi, la brigata Sassari, non rimase immune ai fermenti del dopoguerra, rappresentati, a livello nazionale dall'Associazione nazionale combattenti-ANC.
Il 16 marzo 1919, il tenente Camillo Bellieni, mutilato di guerra, insieme al pari grado Arnaldo Satta-Branca, figlio di Pietro, comproprietario del quotidiano di impostazione democratico-repubblicana La Nuova Sardegna, fonda a Sassari il settimanale La Voce dei Combattenti, mentre in agosto nasce, sotto la direzione di Vitale Cao, Il Solco, al quale collabora l'ingegner Davide Cova.
La federazione sarda dell'Associazione Nazionale Combattenti nasce a Nuoro il 25 maggio 1919 e già esprimeva elementi programmatici intorno alla richiesta per la Sardegna dell'autonomia amministrativa subordinata al controllo del governo centrale.
Dal 22 al 27 giugno 1919, si tiene a Roma il I Congresso nazionale dell'ANC che approva un suo programma politico, il cosiddetto "programma Zavattaro". Efisio Mameli, professore di chimica all'Università degli Studi di Sassari, delegato regionale dell'associazione, chiede per la Sardegna autonomia finanziaria, in aggiunta all'autonomia amministrativa.
Il 14 settembre 1919, a Macomer, è definita la struttura dell'associazione regionale sarda. In tale occasione, Emilio Lussu, capitano della brigata Sassari, di ideologia repubblicana, propone di unirsi al movimento autonomista, nato nel 1914, con la rivista "Sardegna" fondata da due studenti, Attilio Deffenu, esponente del sindacalismo rivoluzionario, studente di giurisprudenza a Pisa e Davide Cova studente di ingegneria a Milano); successivamente, nel febbraio 1918, fu fondata la rivista Il Popolo Sardo diretta da Davide Cova con Egidio Pilia, Filiberto Farci e Rinaldo Caddeo che affrontava i numerosi problemi della Sardegna. In maggio, inoltre, sotto pseudonimo (Yk), Umberto Cao, professore e avvocato, nel cui studio legale, l'anno successivo, furono praticanti Emilio Lussu e Pietro Mastino, entrambi avvocati, pubblicava l'opuscolo Per l'Autonomia!.
Il 16 novembre 1919, l'Associazione Nazionale Combattenti si presenta alle elezioni politiche nazionali come lista del Partito dei combattenti e ottiene il 4,1% e 20 seggi. In Sardegna, Lussu non ha ancora l'età prescritta per candidarsi ma sono eletti tre deputati: Mauro Angioni, Pietro Mastino e Paolo Orano, intellettuale vicino alle istanze del sindacalismo rivoluzionario.
Al III Congresso regionale dell'ANC, tenutosi a Macomer (8-9 agosto 1920), mentre è in corso l'impresa fiumana di Gabriele D'Annunzio, è approvata la Carta di Macomer, proposta da Emilio Lussu e Lionello De Lisi, pseudonimo di D. Cova. In essa si richiede, per l'Italia, la costituzione in Stato repubblicano con la previsione di una Sardegna assolutamente autonoma e ad esso federata.
Alle elezioni provinciali dell'autunno 1920, a Sassari, la lista dei combattenti conquista la maggioranza e Pietro Mastino è eletto Presidente del Consiglio provinciale. Lo sarà per soli sei mesi. Il 16 aprile 1921, nella sala dell'ex-convento degli Scolopi di Oristano si apre il IV Congresso dei combattenti sardi. Camillo Bellieni preme per il superamento della struttura associativa e la trasformazione del movimento combattentistico regionale in partito politico, proponendo quattro punti programmatici: sovranità popolare, autonomia amministrativa, autonomia doganale, questione sociale.
Il 17 aprile 1921, con l'approvazione dei quattro punti citati, nasce ufficialmente il Partito Sardo d'Azione, di cui Bellieni è eletto "direttore" (segretario).

### Il sardismo e l'avvento del fascismo

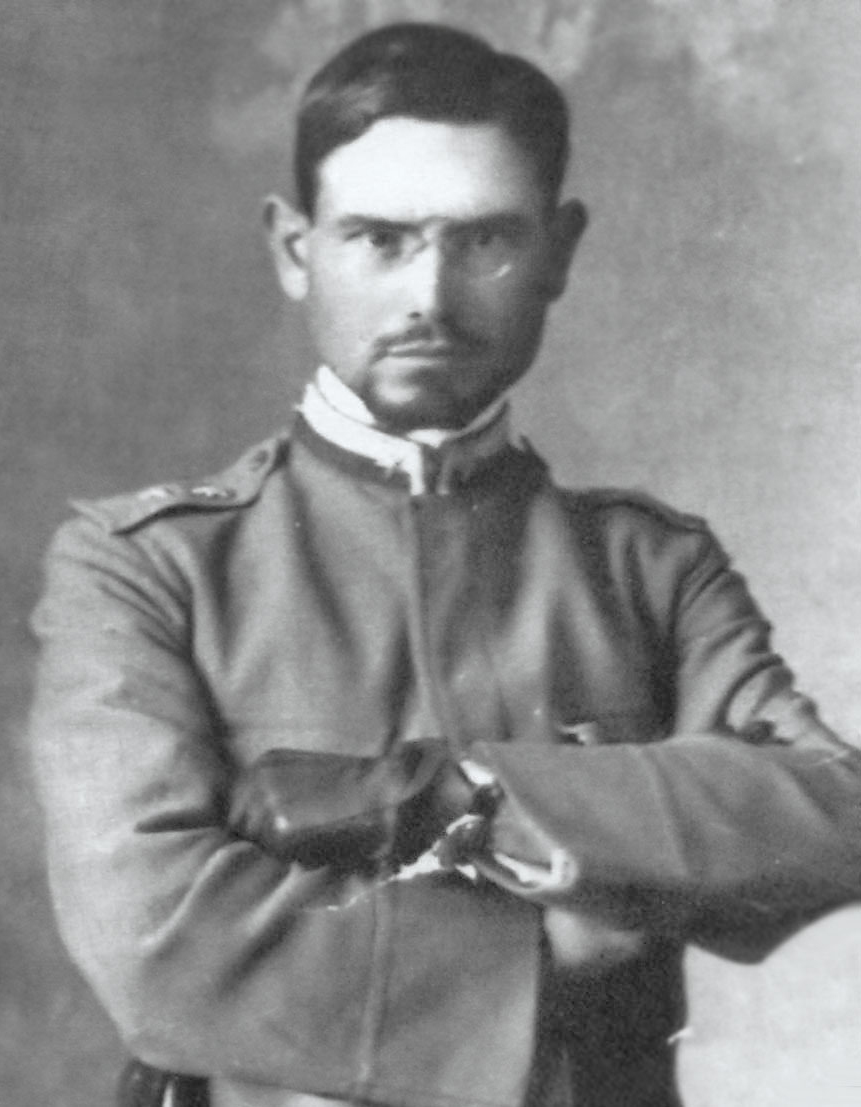
Emilio Lussu

Alle elezioni politiche del maggio 1921, il Partito Sardo d'Azione raccoglie circa un terzo dei consensi elettorali dell'isola, cioè più del doppio dei voti socialisti (12,4%) e quasi tre volte quelli del PPI (11,3%). Pietro Mastino e Paolo Orano sono confermati deputati e risultano eletti anche Umberto Cao ed Emilio Lussu.
Lussu interviene per la prima volta nell'aula di Montecitorio l'8 dicembre 1921, in occasione del dibattito per la raggiunta indipendenza irlandese, precisando che il Partito Sardo d'Azione è autonomista e non separatista. La tesi è ribadita da Bellieni, al II Congresso del partito, svoltosi a Oristano nel gennaio 1922, esponendo l'ipotesi di un'Italia "riordinata su basi federali con la conquista delle autonomie regionali".
Si erano intanto formati, anche in Sardegna, i primi fasci italiani di combattimento. Il Partito Nazionale Fascista è ben presto finanziato, a livello locale, dall'industriale minerario Ferruccio Sorcinelli, proprietario dell'Unione sarda, in funzione anti-operaia.
Il III Congresso del PSdAz è preceduto dalla sconfitta subita alle nuove elezioni del Consiglio provinciale di Sassari, dovuta all'alienazione dei consensi degli ex-combattenti particolarmente sensibili verso la Casa Reale e per le prime adesioni al fascismo. Il Congresso si svolge a Nuoro il 28 e 29 ottobre 1922, contemporaneamente alla Marcia su Roma, con una massiccia presenza della forza pubblica. Secondo la testimonianza di Dino Giacobbe avrebbe prevalso una linea attendista.
Durante le celebrazioni del IV anniversario della vittoria, il 4 novembre 1922, a Cagliari, i fascisti sono espulsi dal corteo e costretti a riparare sotto la protezione della polizia. Lussu subisce un'aggressione ed è ferito durante un comizio. Per tale motivo non può presenziare al voto di fiducia al governo Mussolini ma la contrarietà del Partito Sardo d'Azione al nuovo governo è espressa per bocca di Umberto Cao. Nel frattempo, la redazione del quotidiano autonomista Il Solco è incendiata e il militante Efisio Melis ucciso. Allo sbarco di duecento camicie nere a Olbia, provenienti da Civitavecchia (1º dicembre 1922), il partito sardo risponde, data la totale inerzia delle forze di polizia, dotandosi di una formazione paramilitare, le camicie grigie.
Per porre fine ai subbugli, Benito Mussolini invia in Sardegna, in qualità di prefetto, il generale Asclepia Gandolfo, decorato di guerra e iscritto al fascismo, con l'istruzione di proporre al PSd'Az la fusione con il Partito Nazionale Fascista. Gandolfo inizia a negoziare con Lussu, totalmente contrario all'accordo, così come Camillo Bellieni e Francesco Fancello, le sezioni sardiste di Nuoro, Alghero, Tempio Pausania e quella di Sassari, che aveva chiesto la convocazione di un congresso per denunciare le lusinghe del PNF. Lussu depone allora l'incarico, rassegnando addirittura le dimissioni da deputato ma, nel frattempo, avevano già lasciato il partito per aderire al fascismo, Enrico Endrich e il deputato Paolo Orano.
Il congresso straordinario che si tiene a Macomer ai primi di marzo del 1923 vede fronteggiarsi due mozioni: quella anti-fascista, presentata da Davide Cova Giovanni Battista Puggioni, Lussu, Mastino e quella dei sostenitori della fusione col PNF i quali, con le elezioni del 1924 passano tra le file del fascismo. Per alcuni e in particolare per Pili c'era l'ambizione di attuare i programmi del sardismo attraverso la copertura fascista, riuscendo a ottenere dal governo lo stanziamento, per la Sardegna, di un miliardo di lire da spendere in opere pubbliche: infatti egli si dà da fare nello studio di innovazioni dell'agricoltura e dell'allevamento; poi però (dopo il 1930 circa) viene meno la sua leadership ventennio.
Il 27 settembre 1925 si svolge a Macomer il V Congresso del PSdAz che lo storico Girolamo Sotgiu definì "la manifestazione antifascista più importante che si sia svolta nel paese quell'anno". I 250 congressisti confermano la ferma opposizione al fascismo quale "antilibertario, accentratore e protezionista". All'assise sarebbe dovuto intervenire anche il comunista Ruggero Grieco, quale latore di un messaggio di Antonio Gramsci, nel quale si invitava il PSdAz a farsi promotore dell'unità tra contadini e operai, ma non gli viene concesso di leggere la comunicazione.
Il 31 ottobre dell'anno seguente Emilio Lussu reagisce al tentativo di aggressione da parte di alcuni fascisti, penetrati nella sua abitazione di Cagliari, con l'uccisione di un giovane squadrista. Contemporaneamente, il PNF provvede alla soppressione in Italia di tutti i partiti di opposizione, compreso il Partito Sardo d'Azione (R.D. n. 1848/26).
Lussu è condannato all'esilio nell'isola di Lipari, dalla quale, attraverso un'azione rocambolesca compiuta insieme a Carlo Rosselli e Francesco Fausto Nitti, riesce a fuggire il 27 luglio 1929. Giunto a Parigi, nell'agosto del 1929, fonda il movimento antifascista Giustizia e Libertà, insieme a Carlo Rosselli, Gaetano Salvemini, Alberto Tarchiani, Francesco Fausto e Vincenzo Nitti.
Alcuni dirigenti sardisti seguiranno il percorso di Lussu, legandosi a Giustizia e Libertà e all'antifascismo europeo. Tra questi Francesco Fancello, Stefano Siglienti e Dino Giacobbe. Quest'ultimo parteciperà alla guerra civile spagnola, al comando della batteria Carlo Rosselli; nella stessa guerra troverà la morte il sardista Giuseppe Zuddas.
Altri continueranno la propria militanza antifascista resistendo alle violenze dello squadrismo. Luigi Battista Puggioni assisterà alla distruzione del proprio studio di avvocato;Davide Cova fu aggredito a Cagliari nel 22, benché ferito, per sfuggire all'arresto dovette imbarcarsi sulla prima nave in partenza e si ritrovò a Tunisi. Subì poi un processo in cui fu assolto. Nel 1928 a Oristano fu allontanato dal lavoro di ingegnere capo dell'ufficio comunale per essersi rifiutato di ritirare la tessera di iscrizione al Pnf e per qualche anno l'ufficio fu soppresso. Fu un sorvegliato speciale e spesso veniva condotto in carcere. Giovanni Battista Melis sarà incarcerato nel 1928 a Milano Camillo Bellieni costretto a un'esistenza precaria in giro per l'Italia, sotto la stretta sorveglianza della polizia.

### Il dopoguerra e l'uscita della componente filosocialista

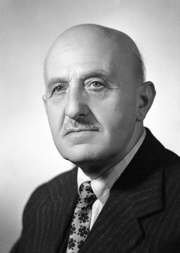
Pietro Mastino

Il 21 giugno 1943, a guerra in corso, a Bono, si celebra un congresso clandestino del PSdAz. Dopo la liberazione della Sardegna, nel novembre dello stesso anno, esce a Sassari Lineamenti del programma politico del Partito Sardo d'Azione, a opera del direttore uscente, Luigi Battista Puggioni. Nell'opuscolo sono ribaditi i valori storici e i programmi del partito: autonomia amministrativa e cooperativismo. In breve tempo il partito riesce a costituire 251 sezioni con circa 37.000 iscritti.
Nel frattempo, Emilio Lussu che, dopo l'assassinio di Carlo Rosselli aveva assunto la guida di Giustizia e Libertà, era rientrato in Italia dall'esilio nell'agosto del 1943 e aveva aderito al Partito d'Azione, sorto clandestinamente a Roma, nel giugno del 1942, con un programma repubblicano e antifascista ma anche con elementi di socialismo. Lussu si era adoperato affinché tutto il movimento Giustizia e Libertà confluisse nel nuovo partito e, sulla stessa linea era stato seguito da sardisti come Pietro Mastino, Francesco Fancello e Stefano Siglienti o simpatizzanti come Mario Berlinguer, entrati nei quadri del Partito d'Azione. I sardisti rimasti per la quasi totalità in Sardegna durante il ventennio, invece, avevano mantenuto un orizzonte politico limitato alla loro isola e, in gran parte, conservatore. Si era costituita anche una fazione indipendentista, in analogia con quanto stava succedendo in Sicilia.
Lussu, dopo l'esilio, rientra in Sardegna sbarcando a Cagliari, il 30 giugno 1944, ed è accolto trionfalmente. Un mese più tardi, a Macomer, si svolge il VI Congresso del Partito Sardo d'Azione. Francesco Fancello, su indicazione di Lussu, allora assente, propone un patto federativo con il Partito d'Azione che è approvato, bloccando sul nascere ogni "deviazione" separatista.
Il 18 gennaio 1945 in Piazza Yenne, a Cagliari, a seguito di alcune voci che invitavano i giovani sardi alla chiamata alle armi per compiti di facchinaggio a fianco degli alleati, il movimento giovanile sardista organizza una manifestazione di protesta che sfocia in disordini e arresti indiscriminati ai quali seguono altri assalti alle caserme e ai commissariati. Buona parte degli oratori e degli arringatori della protesta proviene dal movimento giovanile sardista.
Al congresso del marzo 1945, si contrappongono l'ala autonomista conservatrice, quella ideologicamente più liberal-democratica (Bellieni), quella favorevole a posizioni socialiste e marxiste (Lussu) e quella indipendentista. Lussu si esprime per il ripudio totale del separatismo e per l'abbraccio verso posizioni di economia di tipo socialista, in conformità con gli orientamenti che stava imprimendo al Partito d'Azione, con il quale il partito sardo era federato; trova, però, l'altro capo "storico", Camillo Bellieni, totalmente contrario.
Si riesce, comunque, ad approvare un documento di compromesso fondendo le relazioni di Puggioni, Salvatore Cottoni, Gonario Pinna, Bartolomeo Sotgiu e Luigi Oggiano in cui si concorda per l'autonomia dell'isola nell'ambito di una repubblica federale e la riforma agraria. Prima della conclusione del congresso, Lussu, insoddisfatto, presenta un ordine del giorno della sezione di Cagliari di chiara impronta azionista, che viene bocciato dai due terzi dei delegati, provocando l'ira del combattente antifascista che abbandona la sala insieme ad altri della sua componente. La direzione uscente è comunque riconfermata e riuscirà a ricucire lo strappo con Lussu, qualche mese più tardi.
L'obiettivo di formulare uno statuto regionale autonomo è avviato con l'insediamento della Consulta Nazionale, il 29 aprile 1945 che, a composizione paritetica dei partiti, affiancava il lavoro dell'Alto Commissario governativo per la Sardegna. La discussione sullo statuto autonomo ebbe una svolta il 7 maggio 1946 con la proposta di Lussu e Mario Berlinguer di estendere anche alla Sardegna lo Statuto siciliano che garantisce un'ampia autonomia ma la proposta viene bocciata e i consultori sardisti, contrariamente alle indicazioni della direzione del partito esprimono voto contrario. Lo specifico Statuto speciale per la Regione Sardegna sarà approvato con Legge costituzionale 26 febbraio 1948, n. 3 e rappresenta una indubbia vittoria dell'autonomismo sardo.
Alle elezioni per l'Assemblea costituente del 1946, il Psd'Az riesce a eleggere Emilio Lussu e Pietro Mastino. Entrambi costituiscono un gruppo parlamentare Autonomista insieme ai sette eletti del Partito d'Azione e al valdostano Giulio Bordon. Il partito dimostra una buona forza nel cagliaritano, ottiene un quarto dei consensi nel nuorese, un indebolimento nel sassarese e, soprattutto, nella Gallura (7,5% su scala provinciale). Giovanni Battista Melis sostituisce alla direzione del partito il dimissionario Puggioni che preferisce dedicarsi al giornale Il Solco, diretto, a Sassari, da Bartolomeo Sotgiu.

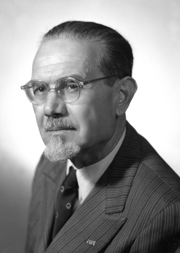
Emilio Lussu, fondatore del PSd'Az; nel secondo dopoguerra si batté strenuamente per un patto federativo con il Partito Socialista Italiano

Il 20 ottobre 1947, si era sciolto il Partito d'Azione che, in base alle direttive programmatiche del suo leader Emilio Lussu, era confluito nel Partito Socialista Italiano, per rafforzare il blocco delle sinistre. Le intenzioni di Lussu erano quelle di portare anche il Partito Sardo d'Azione nell'alveo del socialismo italiano, tramite un patto federativo, ma dichiarò di subordinare questa scelta all'esito di un nuovo congresso del partito. Ai sardisti, in vista delle elezioni politiche, è offerta l'adesione al Fronte Democratico Popolare nella composizione di liste comuni in funzione anti-democristiana e antiamericana ma il direttorio, riunitosi a Macomer il 18 febbraio 1948, respinge ogni possibilità di accordo coi socialcomunisti. Nelle elezioni del 18 aprile 1948 il Psd'Az, subisce un vistoso arretramento di consensi (10,3% su base regionale) e riesce a eleggere soltanto un deputato, Giovanni Battista Melis e un senatore, Luigi Oggiano. Quest'ultimo si iscrive al Gruppo Democratico di Sinistra, insieme a Lussu e Mastino, senatori di diritto in base alla III disposizione transitoria e finale della Costituzione Italiana.
A nemmeno un mese dalle elezioni, il direttorio fissa la data del nuovo congresso, da svolgersi a Cagliari il 3 e il 4 luglio. Un primo atto della battaglia interna è il congresso della sezione cagliaritana che vede il predominio dei lussiani e la sostituzione del presidente della sezione, Pietrino Melis, fratello di Giovanni Battista, con l'avvocato "lussiano" Giuseppe Asquer. Le mozioni depositate sono cinque: quella dei lussiani, denominata "mozione socialista autonomista", la "mozione sardista" degli autonomisti, una mozione di matrice terzaforzista a firma di Gonario Pinna, una mozione della federazione giovanile cagliaritana e una presentata da Emilio Fadda, di orientamento conservatore. La prima, che intendeva il Psd'Az come partito di classe e inserito nel movimento internazionale della sinistra, fu sottoscritta oltre che da Lussu, da Dino Giacobbe, Giuseppe Asquer, Anton Francesco Branca, Armando Zucca, e si presentava particolarmente forte nella provincia di Cagliari, tradizionale bacino elettorale di Lussu; la seconda rivendicava l'adesione ai principi originari del sardismo e propugnava una sostanziale inconciliabilità con i partiti italiani, riceve il sostegno "esterno" di Camillo Bellieni ed è sottoscritta da Pietro Melis, Luigi Oggiano e anche da Pietro Mastino.
Il congresso si svolge nei locali della Manifattura Tabacchi. La relazione introduttiva del direttore Melis e la presentazione delle mozioni a opera di Armando Zucca e Luigi Oggiano subiscono varie interruzioni. Lussu, vistosi in minoranza, convoca i suoi seguaci e abbandona clamorosamente il congresso. La mozione sardista e quella di Gonario Pinna vengono unificate e si procede agli adempimenti congressuali; Piero Soggiu è eletto nuovo segretario.
L'ultimo congresso con la presenza di coloro i quali, 27 anni prima, avevano contribuito alla fondazione del partito, si conclude con una scissione. I lussiani raggiungono il vicino cinema Olimpia e fondano il Partito Sardo d'Azione Socialista che, presentatosi col proprio simbolo alle prime elezioni regionali otterrà il 6,6% e tre consiglieri regionali, sinché, nel novembre 1949 confluirà nel Partito Socialista Italiano.

### Dal centrismo filodemocristiano al federalismo
La scissione dell'ala di sinistra ha per naturale conseguenza una complessiva svolta a destra del PsdAz che, alle elezioni regionali del 1949, conferma sostanzialmente i risultati delle politiche dell'anno precedente. A una perdita di consensi nel cagliaritano, roccaforte dei lussiani, fa da contraltare una ripresa nel sassarese (11%) e il 20% dei voti nella roccaforte nuorese. Con il 10,4% complessivamente ottenuto, sono eletti sette consiglieri regionali: Pietro Melis, Anselmo Contu, Piero Soggiu, Peppino Puligheddu, Luigi Satta, Alberto Mario Stangoni e Giangiorgio Casu.
Il partito entra nella giunta a guida democristiana di Luigi Crespellani, nonostante la contrarietà di Bartolomeo Sotgiu e Antonio Bua e, soprattutto di Gonario Pinna e Antonio Simon Mossa, che escono dal partito. Gli assessori sardisti si battono soprattutto sulle questioni riguardanti la riforma agraria e le entrate finanziarie. Nel partito, si fa notare una certa vivacità giovanile, in particolar modo ad opera di Marcello Tuveri, Marco Diliberto, Ignazio Delogu, Virgilio Lai, Fernando Pilia e Michelangelo Pira, che diviene direttore de Il Solco.
Dopo il congresso del 1951, che riporta Giovanni Battista Melis alla carica di direttore, il PSdAz esce dalla giunta regionale e, alle elezioni politiche e regionali del 1953 subisce un crollo di consensi (7% e 4 seggi). Il partito rientra temporaneamente in giunta assieme alla DC sino al 1958, quando, alle elezioni politiche stringe una sfortunata alleanza alternativa ai due blocchi con il Movimento Comunità di Adriano Olivetti, con esito negativo.
Nel 1958 la giunta regionale, guidata dal democristiano Efisio Corrias istituisce un apposito assessorato al Piano di Rinascita della Sardegna, in attuazione dell'art. 13 dello statuto regionale. I sardisti Pietro Melis e Anselmo Contu entrano in giunta, rispettivamente all'Industria e al Turismo.
Sulla scena politica regionale compaiono i nomi di Nino Ruiu, Sebastiano Brusco, Salvatore Sechi e Carlo Sanna. Il partito si colloca su posizioni di centro-sinistra, a suggello di un'alleanza col Partito Repubblicano Italiano che consente a Giovanni Battista Melis di essere eletto alla Camera dei deputati alle elezioni politiche del 1963.
Negli anni sessanta fa scalpore il gesto di protesta del sindaco sardista di Ollolai, Michele Columbu, che marcia a piedi verso Sassari, per protestare contro la destinazione verso l'industria chimica del Piano di Rinascita, a scapito del settore agricolo. Rientra nel PSdAz l'architetto algherese Antonio Simon Mossa e, dalle pagine della Nuova Sardegna (spesso adoperando lo pseudonimo di Fidel) comincia a introdurre tematiche indipendentistiche, come il pericolo di estinzione della lingua sarda, il presunto neocolonialismo dello Stato italiano e il fondamento etnico dell'esigenza di autonomia della Sardegna. Nel 1965, Mossa e i suoi più stretti collaboratori (Ferruccio Oggiano, Antonio Cambule, Nino Piretta e Giampiero Marras) conquistano la federazione sassarese, sconfiggendo la componente del consigliere regionale Nino Ruiu. Simon Mossa oltre a smontare il paradigma della Rinascita, innovava profondamente il linguaggio politico e teorico del sardismo.
La linea politica di Mossa, tenacemente ostacolata da esponenti di primo piano come Armando Corona, Peppino Puligheddu e Nino Ruiu, sensibili alla alleanza col PRI di Ugo La Malfa, riesce a guadagnarsi l'appoggio di Michele Columbu, Giovanni Battista Melis e Piero Soggiu e, al XVI congresso del febbraio 1968, riesce ad ottenere una modifica dell'art. 1 dello statuto del partito, in senso federalistico: "Il Partito Sardo d'Azione è la libera associazione di tutti coloro i quali vogliono unirsi allo scopo di costituire una forza politica che abbia come meta l'Autonomia Statuale della Sardegna, ben precisata costituzionalmente, nell'ambito dello Stato Italiano concepito come Repubblica Federale". La componente minoritaria abbandona progressivamente il partito, aderendo al Partito Repubblicano Italiano.

### Anni settanta: i consensi al minimo storico

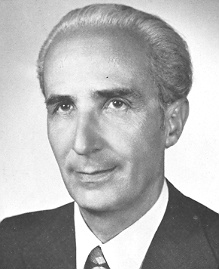
Michele Columbu

Antonio Simon Mossa muore prematuramente nel luglio del 1971, lasciando il partito in mano alla vecchia guardia rappresentata da Melis, Soggiu, Contu e Michele Columbu. I sardisti accettano la proposta di PCI e PSIUP per un'alleanza elettorale alle politiche del 1972. Columbu è eletto deputato e si iscrive al gruppo misto comprendente gli autonomisti della Valle d'Aosta e del Trentino-Alto Adige.
Nel 1974 Columbu subentra a Melis alla segreteria del partito. Pochi mesi dopo, le elezioni regionali rappresentano una disfatta per il Partito Sardo d'Azione, nonostante una candidatura carismatica come quella di Michelangelo Pira. I suffragi non superano il 2,5% e l'unico sardista eletto al consiglio regionale è l'anziano Giovanni Battista Melis.
In quegli anni sorgono alcune realtà definite con il nome di "neosardismo", come il circolo Città-Campagna, fondato a Cagliari da intellettuali come Antonello Satta e Eliseo Spiga, e il movimento Su Populu Sardu, fondato da Mario ed Elisabetta Carboni (1973) al quale aderiscono successivamente Gianfranco Pintore, Angelo Caria, Diego Corraine e Lorenzo Palermo. Nel pieno degli "anni di piombo", la preoccupazione di certi settori per la crescente diffusione delle tematiche indipendentiste fa sorgere un'inchiesta da parte del Servizio informazioni difesa (SID), sulla presunta esistenza di gruppi di guerriglia separatista orchestrati dal leader Michele Columbu e dai gruppi neosardisti.
Oltre al segretario Columbu, il partito si raccoglie nelle personalità di Carlo Sanna a Cagliari, Italo Ortu a Oristano, Mario Melis a Nuoro e Nino Piretta a Sassari, dove, nel 1975, si eleggono due consiglieri comunali. L'alleanza col PCI è confermata alle elezioni politiche del 1976. L'avvocato Mario Melis, fratello di Giovanni Battista, è eletto al Senato.
La seconda parte degli anni settanta registra le difficoltà dell'industria chimica, che rappresenta il perno dell'economia isolana. Gli impianti della SIR - Società Italiana Resine, di cui è proprietario Nino Rovelli, infatti, sono localizzati al nord (Porto Torres), al sud (Cagliari) e al centro (Ottana) dell'isola. Proprio il successo della petrolchimica, fiore all'occhiello del Piano di Rinascita, aveva assicurato l'egemonia politica e culturale della DC e l'affermazione dei quadri sindacali dei partiti di sinistra. Il suo declino fu forse la causa della ripresa delle tematiche sardiste, portate avanti dal PsdAz e dai movimenti indipendentisti, che si concentrarono sulla richiesta della zona franca fiscale e sulla tutela della lingua sarda. Nel 1977 si formò un comitato per la raccolta di firme per una proposta di legge di iniziativa popolare sul bilinguismo che ebbe successo.
Alle elezioni politiche del 3 giugno 1979, il Partito Sardo d'Azione tocca il minimo storico con 17.673 voti alla Camera dei Deputati e 15.766 al Senato. Due settimane dopo, tuttavia, alle elezioni regionali, grazie al patto elettorale con il movimento Su Populu Sardu, sotto l'emblema dei Quattro Mori e la scritta "Libertade e Socialismu", si riescono a raccogliere 30.238 voti, pari al 3,3% dei consensi e ad eleggere in Consiglio Carlo Sanna, Mario Melis e Nino Piretta, con un incremento dello 0,8% e di due seggi, rispetto alle precedenti regionali. Con lo scioglimento del movimento Su Populu Sardu, una parte consistente della sua dirigenza, tra i quali Carboni e Pintore, entrano nel PsdAz.

### La definitiva scelta indipendentista e Mario Melis Presidente

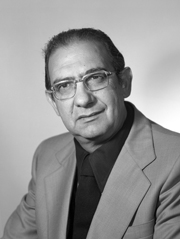
Mario Melis

Al rinnovato entusiasmo segue, nel 1980, una serie di successi elettorali nelle comunali di Cagliari, dove sono eletti Michele Columbu (anche sindaco per un solo giorno) e Bachisio Morittu e a Sassari, dove il partito raddoppia la rappresentanza.
A Porto Torres, tra il 5 e il 6 dicembre 1981 si celebra il XX congresso del Partito Sardo d'Azione, che delibera la modifica dell'art. 1 dello statuto, inserendo la parola "indipendenza" in luogo di "autonomia statuale", senza più nessun riferimento allo stato italiano. Lo strappo totale con l'Italia provoca indignazione e accuse di fomentare un complotto separatista con l'aiuto della Libia.
Alle elezioni politiche del 1983 Mario Melis è eletto deputato e Giovanni Battista Loi senatore. L'anno successivo Michele Columbu entra nel Parlamento Europeo e alle elezioni regionali il partito consegue il 13,8% e dodici consiglieri. Melis opta per il Consiglio regionale lasciando il seggio di deputato a Giovanni Battista Columbu. Sono eletti anche Giorgio Ladu e Franco Meloni. La maggior parte dei consensi arrivano dalle maggiori città dell'isola: a Cagliari e a Sassari il Psd'Az, infatti, sfiora il 20%. Sono, quindi, i ceti appartenenti al mondo imprenditoriale e artigianale e a quello delle professioni che guardano con interesse i sardisti, mostrando diffidenza verso le politiche economiche dello Stato italiano.
La presidenza della regione tocca a Mario Melis, che inaugura una giunta di alternativa di sinistra. La presidenza Melis resta in carica per l'intero quinquennio con la formazione di tre giunte sorrette da una maggioranza di sinistra (PCI e PSI, PSDI e PRI). Alle elezioni comunali e provinciali del 1985 il partito cresce ancora; a Cagliari sono eletti nove consiglieri e a Sassari otto. Alle elezioni politiche del 1987 sono confermati alla Camera Columbu e Loi ed è eletto il segretario Carlo Sanna.
Gli succede Italo Ortu, che deve fronteggiare l'uscita dal partito di Bachisio Morittu e del cantautore Piero Marras che aderiscono, insieme ad alcuni ex-comunisti, al gruppo "Rinascita e Sardismo"; altri militanti e dirigenti passano a Sardigna Natzione, costringendo Melis alla ricerca di nuove alleanze. Inoltre non si riesce ad attuare le proposte più care ai sardisti, e cioè l'istituzione della zona franca e la legge sul bilinguismo, bocciata l'ultimo giorno della legislatura per il voto contrario degli alleati comunisti.
Alla vigilia delle elezioni regionali del 1989 il leader sassarese Nino Piretta è arrestato con l'accusa di concussione e truffa. Il Psd'Az ha un calo minimo di voti ma perde due seggi ed è superato dal Partito Socialista Italiano. Ciò permette alla DC di tornare al governo regionale con una maggioranza coerente con quella del quadro nazionale.

### In giunta regionale con i Progressisti

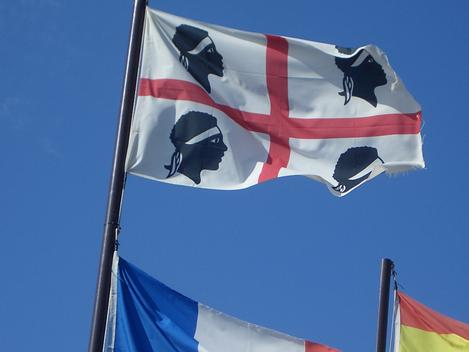
La bandiera della regione Sardegna con lo stemma dei Quattro mori

Il partito si presenta all'appuntamento del XXIII congresso (8-9 dicembre 1989) radicato in tutta la Sardegna con centinaia di amministratori e un ceto intellettuale piuttosto attivo, riunito attorno alla testata "Il Solco" che aveva ripreso le pubblicazioni, diretto da Gianfranco Pintore. Carlo Sanna è rieletto segretario. Le amministrative del 1990, tuttavia, si rivelano un insuccesso, soprattutto a Cagliari. Le difficoltà non cessano né durante la segreteria di Efisio Pilleri, espressione dei rinnovatori, né durante quella del subentrante Giorgio Ladu.
Alle elezioni politiche del 1992, l'imprenditore di Porto Torres Giancarlo Acciaro è eletto alla Camera e, al Senato, il cardiochirurgo Valentino Martelli. Pochi giorni dopo l'insediamento, tuttavia, Martelli lascia il gruppo autonomista per il Partito Liberale. Il segretario Giorgio Ladu, strenuo sostenitore della candidatura, si dimette. Gli succede Italo Ortu.
Alle elezioni del 1994, il Psd'Az si presenta all'interno di un cartello regionale denominato "Alleanza Federalista", comprendente anche socialisti e partiti laici, senza alcun risultato positivo. La sconfitta induce Ortu alle dimissioni. Nell'aprile è eletto segretario l'ex-parlamentare Giancarlo Acciaro che, pochi giorni dopo è arrestato per corruzione; verrà pienamente assolto dieci anni più tardi ma, nel frattempo, la segreteria è affidata a Cecilia Contu, figlia di Anselmo ed ex-presidente della Provincia di Cagliari.
La Contu guida il partito all'appuntamento delle elezioni regionali dello stesso anno. Con la candidatura a presidente dell'insegnante di Santa Teresa Gallura, Pasqualina Crobu, il Psd'Az riesce a eleggere quattro rappresentanti ed entra nelle giunte progressiste di Federico Palomba con gli assessori Giacomo Sanna, sassarese ed Efisio Serrenti, cagliaritano. Si approvano importanti quali la legge sulla tutela della lingua sarda (n. 27 del 1998), la legge di riforma delle province e la bandiera regionale. 
Per le elezioni politiche del 1996, il nuovo segretario Lorenzo Palermo sigla un accordo con L'Ulivo che consente di eleggere al Senato Franco Meloni. L'anno successivo, tuttavia, i sardisti abbandonano il governo regionale, per contrasti col presidente Federico Palomba. Il Psd'Az si trova a un bivio: o la ricucitura col centrosinistra o una difficoltosa alleanza con il centrodestra per la presenza di Alleanza Nazionale.

### Dal cartello indipendentista all'alleanza con il centro-destra

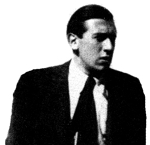
Antonio Simon Mossa

Alle elezioni regionali del 1999 i sardisti scelgono di correre da soli candidando alla presidenza il loro leader Franco Meloni. L'8,3% di voti su base regionale è accompagnato dal dimezzamento delle preferenze nei listini provinciali che determina la perdita di un consigliere. Il partito si spacca sull'opportunità di fornire un appoggio esterno al centrodestra per formare una giunta di maggioranza: mentre Efisio Serrenti accetta, in cambio della Presidenza del Consiglio Regionale, Giacomo Sanna e il nuorese Pasqualino Manca votano contro. Serrenti, con Cecilia Contu e Mario Carboni, messi in minoranza, escono dal partito e contribuiscono alla formazione del nuovo soggetto politico Fortza Paris. 
L'anno successivo il candidato sindaco di Sassari, Leonardo Marras, è sconfitto da Gianvittorio Campus del centrodestra. Giacomo Sanna è eletto alla segreteria.
I contrasti col centrosinistra portano il Psd'Az a elaborare un'alleanza con tutti i soggetti indipendentisti sardi, presentando, alle politiche del 2001 il cartello elettorale Sardigna Natzione ma con modesti risultati. Alle regionali del 2004 il partito si oppone alla candidatura di centrosinistra del fondatore di Tiscali Renato Soru, presentandosi alla guida del polo indipendentista sotto l'insegna "Sardigna Libera" ma, nuovamente, con scarso successo. Il segretario Giacomo Sanna manca l'elezione e sono eletti due soli consiglieri, Beniamino Scarpa e Giuseppe Atzeri. Sanna si presenta in un collegio lombardo sotto le insegne della Lega Nord alle politiche del 2006 e, nel dicembre dello stesso anno, lascia la carica di segretario. È eletto presidente nazionale e gli succede alla segreteria Efisio Trincas.
Trincas prende contatti col centrodestra e, alle elezioni regionali del 2009, il PSd'Az si presenta in collegamento con il candidato di centrodestra Ugo Cappellacci ma la minoranza di sinistra esce dal partito e si schiera, con la lista "Rossomori", nella coalizione di centrosinistra del presidente uscente Soru.
La scelta di Trincas, tuttavia, ha successo. Ugo Cappellacci è eletto presidente e il Partito Sardo d'Azione rientra in giunta dopo quindici anni di opposizione, conseguendo il 4,3% dei suffragi e l'elezione di cinque consiglieri regionali. Il sindaco di Dorgali Angelo Carta, è assessore, prima ai Lavori Pubblici e poi Trasporti, dove gli succede, qualche anno più tardi, il cagliaritano Christian Solinas. Di difficile decifrazione il risultato delle elezioni provinciali del 2010: a un aumento generale di consensi (il 6,5% su scala regionale), corrisponde la conquista della sola amministrazione provinciale di Oristano, con l'esclusione del partito da tutte le amministrazioni comunali dei centri capoluogo.
Alle elezioni regionali del 2014 l'alleanza con la coalizione di centro-destra, guidata sempre da Cappellacci, è confermata. La sconfitta della coalizione e la riduzione del numero dei consiglieri (da 80 a 60) determina il restringimento della rappresentanza a soli tre consiglieri, pur avendo il partito aumentato i consensi al 4,67%. La fase post-elettorale vede emergere diverse tensioni tra le componenti, riguardo alla segreteria di Giovanni Colli, che si dimette nel luglio 2014. Nel marzo 2015 il consiglio nazionale del partito elegge nuovo segretario Giovanni Columbu, figlio di Michele. Il congresso dell'autunno dello stesso anno vede l'affermazione della componente guidata dal consigliere cagliaritano Christian Solinas, che nel novembre viene eletto segretario, il più giovane a ricoprire questa carica dal secondo dopoguerra.

### L'alleanza con la Lega, la vittoria alle regionali e le elezioni suppletive

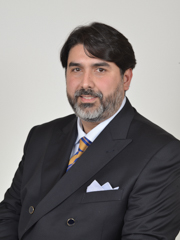
Christian Solinas

Alle elezioni politiche del 2018 il Partito Sardo d'Azione stringe un accordo con la Lega per l'inserimento dei suoi candidati nelle liste elettorali leghiste. Christian Solinas viene così eletto senatore nella circoscrizione Sardegna. Il 23 novembre di quell’anno il leader leghista Matteo Salvini presenta il 34º congresso del PSd’Az a Cagliari insieme a Solinas in vista delle regionali di febbraio. L'alleanza viene contestata dalle correnti più progressiste del PSd'Az, che viene sospeso dall'Alleanza Libera Europea.
Alle elezioni per il rinnovo del Consiglio regionale della Sardegna del 24 febbraio 2019 il PSd’Az presenta il proprio segretario Christian Solinas come candidato alla presidenza della Regione, in alleanza con il centro-destra. Lo schieramento risulta vincente con il 47,81% dei voti e Solinas viene eletto presidente; il partito con il 9,9% ottiene 7 seggi ed è risultata la seconda forza della coalizione dietro alla Lega.
Solinas lascia il seggio da senatore, privando dunque il partito della rappresentanza a Palazzo Madama che però viene riconquistata l'anno successivo, nel mese di settembre: alle suppletive per il seggio uninominale del collegio uninominale Sardegna - 03 (con Sassari come centro più importante) tenutesi per assegnare il seggio lasciato vacante da Vittoria Bogo Deledda (M5S), deceduta il 17 marzo 2020 il Psd'Az vede eletto il suo esponente Carlo Doria alla guida della coalizione di centro-destra.
Visto il proseguire dell'alleanza con la Lega, il 2 ottobre 2020 il Psd'Az viene espulso dall'Alleanza Libera Europea.
Nel novembre del 2023 i consiglieri Mula, Schirru e Satta aderiscono al gruppo Il Grande Centro e così il numero degli eletti del PSd’Az scende a 5.

### Regionali e comunali del 2024
In vista delle elezioni regionali in Sardegna del 2024 la coalizione di centro-destra, dopo diverse settimane di stallo, a Solinas preferisce il sindaco di Cagliari Paolo Truzzu (Fratelli d'Italia), che viene sconfitto; il Partito Sardo d'Azione raccoglie il 5,42% con 3 consiglieri eletti risultando la quinta forza della coalizione; dopo poco più di due mesi i consiglieri Chessa e Maieli lasciano il partito per passare al gruppo misto.
La rottura con il centro-destra avviene nel corso delle trattative per la candidatura a sindaco di Cagliari con il PSdAz che annuncia l'addio alla coalizione. Tuttavia il partito si accorderà e sosterrà i candidati del centro-destra a Cagliari, a Sassari e ad Alghero ma con il 2,32%, l'1,58% e il 3,15% non riuscirà ad eleggere alcun consigliere.
Nel settembre del 2024 Gianni Chessa, Piero Maieli e Alfonso Marras aderiscono a Forza Italia e così il PSdAz perde la sua rappresentanza in consiglio regionale.

## Congressi
- I Congresso Nazionale - Oristano, 16-17 aprile 1921;
- II Congresso Nazionale - Oristano, 29 gennaio 1922;
- III Congresso Nazionale - Nuoro, 28-29 ottobre 1922;
- IV Congresso Nazionale - Macomer, 4 marzo 1923;
- V Congresso Nazionale - Macomer, 27 novembre 1925;
- VI Congresso Nazionale - Macomer, 29-30 luglio 1944;
- VII Congresso Nazionale - Oristano, 17-18 marzo 1945;
- VIII Congresso Nazionale - Cagliari, 12-13 aprile 1947;
- IX Congresso Nazionale - Cagliari, 3-4 luglio 1948;
- X Congresso Nazionale - Oristano, 18-19 marzo 1951;
- XI Congresso Nazionale - Oristano, 7-8 novembre 1953;
- XII Congresso Nazionale - Cagliari, 6-7 aprile 1957;
- XIII Congresso Nazionale - Cagliari, 25 settembre 1960;
- XIV Congresso Nazionale -
- XV Congresso Nazionale -
- XVI Congresso Nazionale - Cagliari, 24-25 febbraio 1968;
- XVII Congresso Nazionale - Cagliari, 15-16 febbraio 1974;
- XVIII Congresso Nazionale - Oristano, 13 giugno 1976;
- XIX Congresso Nazionale - Oristano, 2-3 febbraio 1979;
- XX Congresso Nazionale - Porto Torres, 5-6 dicembre 1981;
- XXI Congresso Nazionale - Carbonia, 5-6 maggio 1984;
- XXII Congresso Nazionale - Cagliari, 28 febbraio-2 marzo 1986;
- XXIII Congresso Nazionale - Villasimius (CA), 8-9 dicembre 1989;
- XXIV Congresso Nazionale - Macomer, 8 dicembre 1992;
- XXV Congresso Nazionale - Oristano, 13-14 marzo 1993;
- XXVI Congresso Nazionale - Baia di Chia (CA), 11-12 marzo 1995;
- XXVII Congresso Nazionale - Alghero, 6-8 giugno 1997;
- XXVIII Congresso Nazionale - Sassari, 2-3 luglio 2000;
- XXIX Congresso Nazionale - Arborea (OR), 13-14 novembre 2004;
- XXX Congresso Nazionale - Arborea (OR), 1-2 dicembre 2006;
- XXXI Congresso Nazionale - Arborea (OR), 14-15 novembre 2009;
- XXXII Congresso Nazionale - Cagliari, 13-14 ottobre 2012;
- XXXIII Congresso Nazionale - Arborea (OR), 24-25 ottobre 2015;
- XXXIV Congresso Nazionale - Cagliari, 23-24-25 novembre 2018;
- XXXV Congresso Nazionale - Arborea (OR), 17-20-21 aprile 2024;

## Segretari
Dal 1921 al 1974 la denominazione della massima carica politica del Partito fu Direttore Regionale; dal 1974 al 1981 Segretario Politico; dal 1981 in poi Segretario Nazionale. Nel novembre 1957 Pietro Mastino venne eletto Presidente di un Comitato Esecutivo per la riorganizzazione del Partito. Dopo le dimissioni di Antonio Delitala, i poteri passarono al Presidente del Partito Franco Meloni fino all'elezione del nuovo segretario Giacomo Sanna nel luglio del 2000. Nel luglio del 2014 Giovanni Colli si dimise, le funzioni furono prese dal Presidente del Partito Giacomo Sanna, fino al marzo 2015 quando venne eletto Giovanni Columbu.
Elenco dei Segretari:
- Camillo Bellieni (aprile 1921 - gennaio 1922);
- Paolo Pili (gennaio 1922 - ottobre 1922);
- Luigi Oggiano (ottobre 1922 - marzo 1923);
- Salvatore Sale (marzo 1923 - settembre 1925);
- Ugo Pais (settembre 1925 - 1926);
- Luigi Battista Puggioni (settembre 1943 - giugno 1945);
- Giovanni Battista Melis (giugno 1945 - luglio 1948);
- Piero Soggiu (luglio 1948 - maggio 1951);
- Giovanni Battista Melis (maggio 1951 - novembre 1953);
- Pietro Mastino (novembre 1953 - aprile 1957);
- Giovanni Battista Melis (aprile 1957 - febbraio 1974);
- Michele Columbu (febbraio 1974 - febbraio 1979);
- Carlo Sanna (febbraio 1979 - luglio 1990);
- Efisio Pilleri (luglio 1990 - giugno 1991);
- Giorgio Ladu (giugno 1991 - aprile 1992);
- Italo Ortu (giugno 1992 - aprile 1994);
- Giancarlo Acciaro (16 aprile 1994 - 27 aprile 1994);
- Cecilia Contu (aprile 1994 - dicembre 1995);
- Lorenzo Palermo (dicembre 1995 - luglio 1997);
- Antonio Delitala (luglio 1997 - febbraio 1999);
- Giacomo Sanna (luglio 2000 - dicembre 2006);
- Efisio Trincas (dicembre 2006 - dicembre 2009);
- Giovanni Colli (dicembre 2009 - luglio 2014[33])
- Giovanni Columbu (marzo 2015 - ottobre 2015)
- Christian Solinas (novembre 2015 - in carica)

## Risultati elettorali
| Elezione                                               | Elezione             | Voti    | %     | Seggi   |
| ------------------------------------------------------ | -------------------- | ------- | ----- | ------- |
| Politiche 1924                                         | Camera               | 24.059  | 0,34  | 2 / 535 |
| Politiche 1946                                         | Costituente          | 78.554  | 0,34  | 2 / 556 |
| Politiche 1948                                         | Camera               | 61.928  | 0,24  | 1 / 574 |
| Politiche 1948                                         | Senato               | 65.743  | 0,29  | 1 / 237 |
| Regionali 1949                                         | Regionali 1949       | 60.525  | 10,4% | 7 / 60  |
| Politiche 1953                                         | Camera               | 27.231  | 0,10  | 0 / 590 |
| Politiche 1953                                         | Senato               | 34.484  | 0,14  | 0 / 237 |
| Regionali 1953                                         | Regionali 1953       | 43.215  | 7,0   | 4 / 65  |
| Regionali 1957                                         | Regionali 1957       | 40.214  | 6,0   | 5 / 70  |
| Politiche 1958                                         | Camera               | 27.799  | -     | 0 / 596 |
| Politiche 1958                                         | Senato               | 45.952  | 0,18  | 0 / 246 |
| Regionali 1961                                         | Regionali 1961       | 50.039  | 7,2   | 5 / 72  |
| Politiche 1963                                         | Camera               | -       | -     | 0 / 630 |
| Politiche 1963                                         | Senato               | 34.954  | 0,13  | 0 / 315 |
| Regionali 1965                                         | Regionali 1965       | 44.621  | 6,4   | 5 / 72  |
| Politiche 1968                                         | Camera               | 27.228  | 0,09  | 0 / 630 |
| Politiche 1968                                         | Senato               | 26.391  | 0,09  | 0 / 315 |
| Regionali 1969                                         | Regionali 1969       | 33.220  | 4,4   | 3 / 74  |
| Politiche 1972                                         | Senato               | 189.534 | 0,63  | 0 / 315 |
| Regionali 1974                                         | Regionali 1974       | 24.780  | 3,1   | 1 / 75  |
| Politiche 1979                                         | Camera               | 17.673  | 0,05  | 0 / 630 |
| Politiche 1979                                         | Senato               | 15.766  | 0,05  | 0 / 315 |
| Regionali 1979                                         | Regionali 1979       | 30.238  | 3,3   | 3 / 80  |
| Politiche 1983                                         | Camera               | 91.293  | 0,25  | 1 / 630 |
| Politiche 1983                                         | Senato               | 76.797  | 0,25  | 1 / 315 |
| Europee 1984                                           | Europee 1984         | 193.430 | 0,55  | 1 / 81  |
| Regionali 1984                                         | Regionali 1984       | 136.720 | 13,8  | 12 / 81 |
| Politiche 1987                                         | Camera               | 169.978 | 0,44  | 2 / 630 |
| Politiche 1987                                         | Senato               | 124.266 | 0,38  | 1 / 315 |
| Regionali 1989                                         | Regionali 1989       | 128.025 | 12,4  | 10 / 80 |
| Europee 1989                                           | Europee 1989         | 207.739 | 0,60  | 1 / 81  |
| Politiche 1992                                         | Camera               | 154.987 | 0,39  | 1 / 630 |
| Politiche 1992                                         | Senato               | 174.713 | 0,52  | 1 / 315 |
| Politiche 1994                                         | Camera maggioritario | 82.258  | 0,21  | 0 / 475 |
| Politiche 1994                                         | Senato               | 88.225  | 0,27  | 0 / 315 |
| Regionali 1994                                         | Regionali 1994       | 47.000  | 5,1   | 4 / 64  |
| Politiche 1996                                         | Camera proporzionale | 38.002  | 0,10  | 0 / 155 |
| Politiche 1996                                         | Camera maggioritario | 269.047 | 0,72  | 0 / 475 |
| Politiche 1996                                         | Senato               | 421.331 | 1,29  | 1 / 315 |
| Europee 1999                                           | Europee 1999         | 61.185  | 0,20  | 0 / 87  |
| Regionali 1999                                         | Regionali 1999       | 38.422  | 4,5   | 3 / 64  |
| Politiche 2001                                         | Camera proporzionale | 34.412  | 0,09  | 0 / 155 |
| Politiche 2001                                         | Camera maggioritario | 40.692  | 0,11  | 0 / 475 |
| Politiche 2001                                         | Senato               | 32.822  | 0,10  | 0 / 315 |
| Regionali 2004                                         | Regionali 2004       | 32.859  | 3,87  | 3 / 85  |
| Europee 2004                                           | Europee 2004         | 159.098 | 0,49  | 0 / 78  |
| Politiche 2006                                         | Camera               | 4.267   | -     | 0 / 630 |
| Politiche 2006                                         | Senato               | 16.733  | 0,05  | 0 / 315 |
| Politiche 2008                                         | Camera               | 14.856  | 0,04  | 0 / 630 |
| Politiche 2008                                         | Senato               | 15.292  | 0,05  | 0 / 315 |
| Regionali 2009                                         | Regionali 2009       | 35.428  | 4,29  | 4 / 80  |
| Politiche 2013                                         | Camera               | 18.585  | 0,05  | 0 / 630 |
| Politiche 2013                                         | Senato               | 18.602  | 0,06  | 0 / 315 |
| Regionali 2014                                         | Regionali 2014       | 31.886  | 4,67  | 4 / 60  |
| Politiche 2018                                         | Camera               | 93.771  | -     | 0 / 630 |
| Politiche 2018                                         | Senato               | 93.812  | -     | 1 / 315 |
| Regionali 2019                                         | Regionali 2019       | 69.892  | 9,90  | 7 / 60  |
| Politiche 2022                                         | Camera               | 42.860  | -     | 0 / 630 |
| Politiche 2022                                         | Senato               | 47.060  | -     | 0 / 200 |
| Regionali 2024                                         | Regionali 2024       | 37.341  | 5,41  | 3 / 60  |
| 1. 2. 3. 4. 5. 6. 7. 8. 9. 10. 11. 12. 13. 14. 15. 16. |                      |         |       |         |

### Saggi e articoli sul Partito Sardo d'Azione
- Michele Pinna (a cura di), Il Partito Sardo d'Azione nella storia della Sardegna contemporanea, Sassari, 1992.
- Salvatore Cubeddu, Sardisti. Viaggio nel Partito Sardo d'Azione, 2 voll., Sassari, 1992-95.
- Francesco Atzeni e Lorenzo Del Piano, Intellettuali e politici tra sardismo e fascismo, Cagliari, 1993.
- Gianfranco Murtas, La seconda scissione sardista (1967-1968), in Quaderni Bolotanesi n. 20, 1994.
- Adriano Bomboi, L'indipendentismo sardo. Le ragioni, la storia, i protagonisti, Cagliari, Condaghes, 2014.